# Sabará
Sabará là một đô thị thuộc bang Minas Gerais, Brasil. Đô thị này có diện tích 303,564 km², dân số năm 2007 là 125285 người, mật độ 442,4 người/km².